# Falešná vyváženost

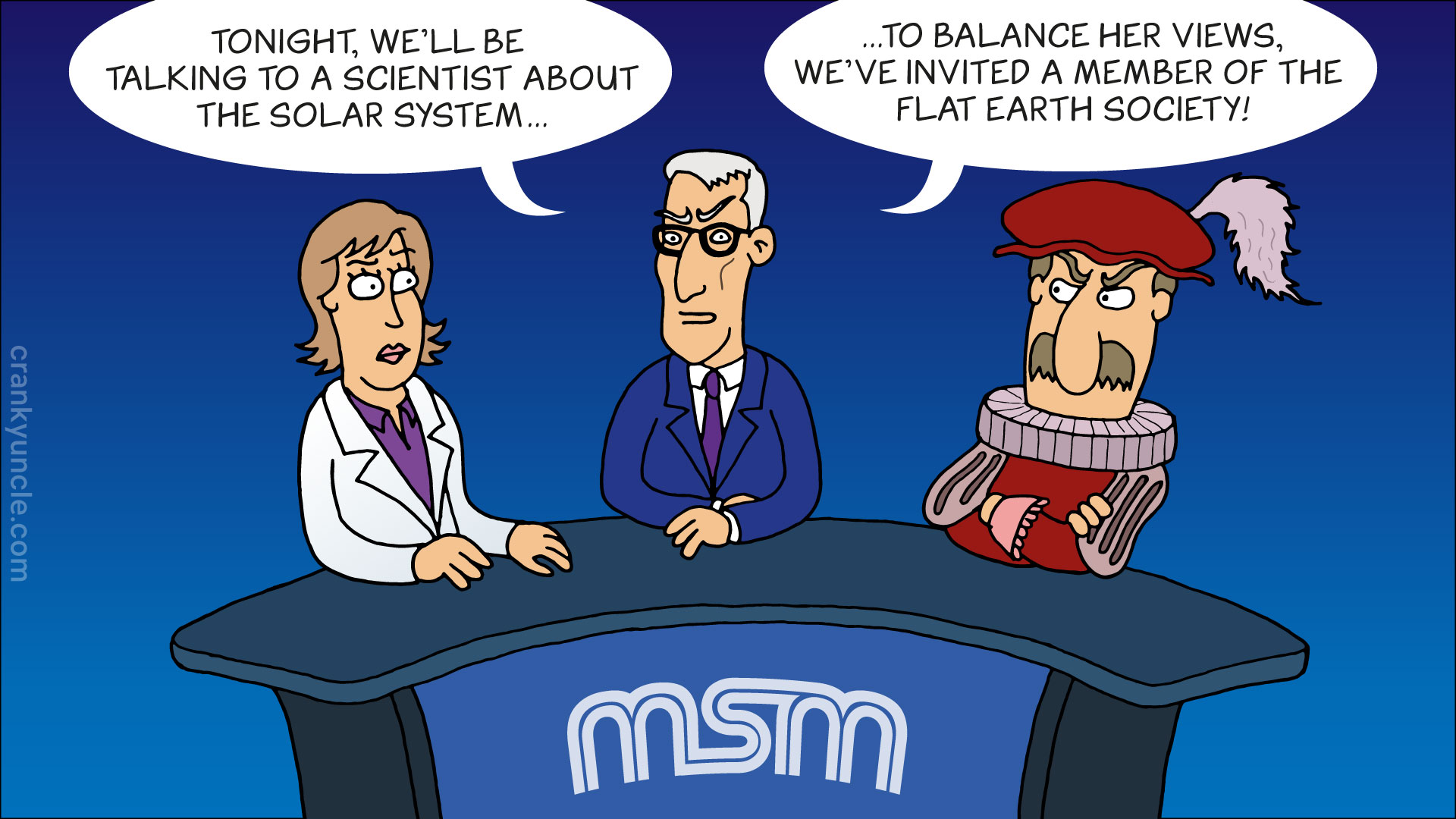
Nadnesené vykreslení falešné vyváženosti ve vědecké žurnalistice. „Dnes večer si budeme povídat s vědkyní o sluneční soustavě. Abychom vyvážili její názory, pozvali jsme člena Společnosti pro placatou Zemi!“

Falešná vyváženost (anglicky false balance; někdy také bothsidesismus nebo pseudovyváženost), je mediální zkreslení, při kterém novináři prezentují protichůdné pohledy na nějaký problém jako vyváženější, než odpovídá důkazům. Novináři mohou předkládat důkazy a argumenty v nepoměru ke skutečným důkazům pro každou stranu nebo mohou vynechat informace, které by prokázaly, že tvrzení jedné strany jsou nepodložená. Falešná vyváženost má na svědomí šíření dezinformací.
Příkladem falešné vyváženosti ve zpravodajství o vědeckých tématech jsou témata klimatických změn způsobených člověkem versus přirozené, zdravotní rizika kouření tabáku, údajný vztah mezi očkováním a autismem a evoluce versus inteligentní plán.

## Původ
Falešná vyváženost může někdy pramenit z podobných pohnutek jako senzacechtivost, kdy producenti a redaktoři mohou mít pocit, že příběh líčený jako sporná debata bude komerčně úspěšnější než přesnější popis problému. Na rozdíl od většiny jiných mediálních předsudků může falešná vyváženost pramenit ze snahy vyhnout se zaujatosti. Producenti a redaktoři tak mohou zaměňovat spravedlivé zacházení s konkurenčními názory – tj. úměrné jejich skutečným přednostem a významu – s rovnocenným zacházením, kdy jim věnují stejný čas k prezentaci jejich názorů, i když je předem známo, že tyto názory mohou být založeny na nepravdivých informacích.

## Příklady

### Arménská genocida
Terrence Des Pres v roce 1986 uvedl, že "donedávna byla fakta o arménské genocidě považována za nesporná", ale vzhledem ke geopolitickému postavení Turecka na jedné straně a rostoucí tendenci považovat každý problém za otázku se dvěma stejně legitimními stranami se s fakty stále častěji zacházelo jako s něčím, o čem lze diskutovat.

### Změna klimatu
Příkladem falešné rovnováhy je debata o globálním oteplování. Přestože vědecká komunita téměř jednomyslně připisuje většinu globálního oteplování od roku 1950 důsledkům průmyslové revoluce, existuje velmi malý počet vědců, několik desítek z desítek tisíc, kteří tento závěr zpochybňují. Když se dá stejný hlas vědcům na obou stranách, vypadá to, jako by ve vědecké komunitě panoval vážný spor, zatímco ve skutečnosti panuje drtivý vědecký konsensus, že globální oteplování způsobené člověkem existuje.

### Očkování a autismus
Pozorovatelé kritizovali zapojení hromadných sdělovacích prostředků do sporu, tzv. "vědu z tiskové konference" (science by press conference), a tvrdili, že média poskytla studii Andrewa Wakefielda větší důvěryhodnost, než si zasloužila. Shona Hiltonová, Mark Petticrew a Kate Huntová v březnu 2007 v časopise BMC Public Health uvedli, že mediální zprávy o Wakefieldově studii "vytvořily mylný dojem, že důkazy o souvislosti s autismem jsou stejně závažné jako důkazy proti". Dřívější články v časopisech Communication in Medicine a British Medical Journal dospěly k závěru, že zprávy v médiích poskytují zavádějící obraz o míře podpory Wakefieldovy hypotézy.